# رسانه‌های غربی

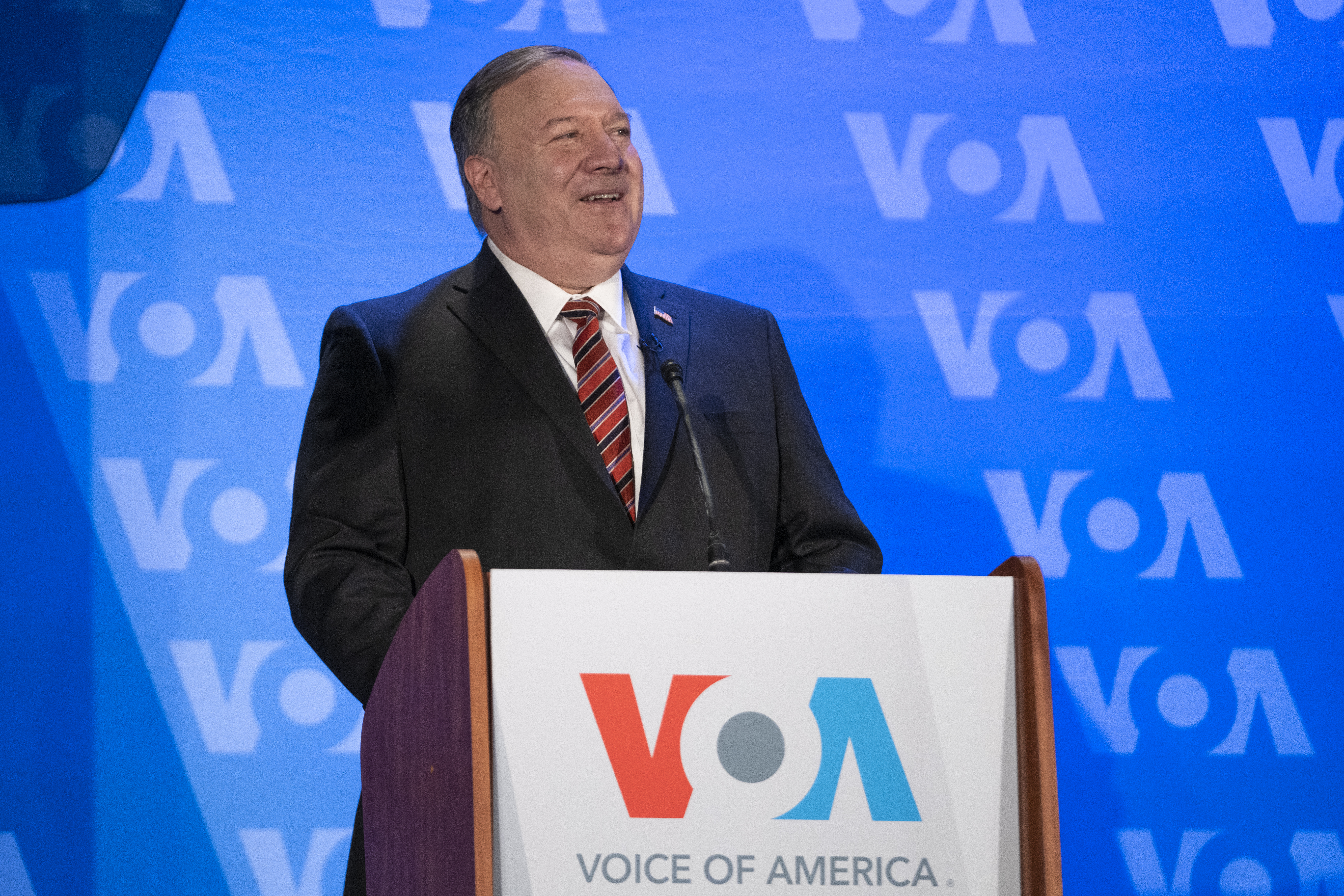
سخنرانی وزیر امور خارجه ایالت متحده تحت عنوان بازپس گیری صدای آمریکا. ژانویه 2021

رسانه‌های غربی، رسانه های گروهی جهان غرب هستند. در طول جنگ سرد، رسانه‌های غربی با رسانه‌های شوروی در تضاد بودند. رسانه‌های غربی به تدریج به کشورهای در حال توسعه (اغلب، کشورهای غیر غربی) در سراسر جهان گسترش یافته‌اند.

## مشخصات
طارق علی، سردبیر New Left Review می‌گوید: «مفهوم مطبوعات آزاد در رسانه‌های غربی در قرن بیستم به عنوان نقطه مقابل مدل انحصاری دولتی اتحاد جماهیر شوروی سابق با هدف نشان دادن برتری آن با تطبیق با تنوع صداها تکامل یافت. . رسانه‌های غربی از نظر آنچه منتشر می‌کرد و نشان می‌داد، در دوران جنگ سرد به اوج خود رسیدند.»

## نقد
در دهه ۱۹۷۰، برخی از محققان در مطالعات ارتباطات، مانند الیور بوید-بارت، جرمی تونستال و الیهو کاتز، دیدگاه «امپریالیسم رسانه ای» را مطرح کردند. این نظریه فرض می‌گیرد که «جریان شریرانه تولید فرهنگی از جهان اول به جهان سوم وجود دارد… به موجب آن رسانه‌های اقتصادهای سرمایه‌داری پیشرفته می‌توانند ماهیت تولید و مصرف فرهنگی در کشورهای جهان سوم را اگر نه واقعاً تعیین کنند، تا حد زیادی تحت تأثیر قرار دهند. " که منجر به هژمونیزاسیون فرهنگی به نفع فردگرایی و مصرف گرایی می‌شود. لی کوان یو از سنگاپور، ملی گرایان هندو در هند و مقامات چینی همگی برای اعمال محدودیت بر رسانه‌های غربی در کشورهای متبوع خود اصرار کرده‌اند و آن را تهدیدی احتمالی برای ارزش‌های آسیایی می‌دانند. محققان دیگری مانند فرد فیس، دانیل بیلتریست و حمید نفیسی، نظریه «امپریالیسم رسانه ای» را مورد انتقاد قرار داده و استدلال می‌کنند که این نظریه به طور غیرقابل توجیهی بر یک «مدل تزریقی زیرپوستی» از تأثیرات رسانه ای تکیه می‌کند و تأثیر رسانه‌ها بر رفتار و دیدگاه‌های مخاطب را بیش از حد بیان می‌کند. و «فرهنگ ملی» را بی جهت رمانتیک می‌کند.

### از روسیه
رسانه‌ها و دولت روسیه اغلب ادعا می‌کنند که رسانه‌های غربی علیه روسیه جهت‌گیری دارند. دیده‌بان حقوق بشر در سال ۲۰۱۸ نوشت که وزارت خارجه روسیه تئوری‌های توطئه در مورد «رسانه‌های غربی» را ترویج کرده و پوشش خبری انتقادی را محکوم کرده‌است. در سال ۲۰۰۵، روسیه راشا تودی (بعداً RT) را تأسیس کرد. جولیا آیوف، که در مجله کلمبیا جورنالیزم ریویو می‌نویسد، می‌نویسد که RT به عنوان یک قدرت نرم و ابزار تبلیغاتی با هدف مقابله با رسانه‌های غربی و ترویج سیاست خارجی روسیه تأسیس شد. در نیمه دوم سال ۲۰۱۲، بین ۲٫۲۵ تا ۲٫۵ میلیون بریتانیایی پخش RT را تماشا کردند (که آن را به سومین کانال خبری متحرک در بریتانیا، پس از BBC News و Sky News تبدیل کرد).